# 27-я танковая дивизия (СССР)
27-я танковая дивизия — автобронетанковое формирование (соединение, танковая дивизия) РККА Вооружённых Сил СССР, до и во время Великой Отечественной войны.
Полное условное наименование — Войсковая часть № 4970. Период боевых действий: с 22 июня 1941 года по 1 августа 1941 года.

## История дивизии
Дивизия формировалась, в составе 17-го механизированного корпуса который относился к «сокращённым первой очереди» и завершить его сформирование планировалось лишь в 1942 году. С марта 1941 года началось сформирование соединения, в районе Новогрудка, на базе 28-го танкового полка 4-й кавалерийской дивизии, других подразделений и личного состава этой дивизии, а также личного состава казачьих дивизий СКВО и призывного контингента.
На 22 июня 1941 года, танковая дивизия дислоцировалась в Новогрудке, за исключением 27-го мотострелкового полка и 27-го понтонного батальона, которые дислоцировались в близлежащих деревнях.
К началу войны дивизия не была сформирована окончательно, материальной части не имела, за исключением одного БТ-5. Дивизия располагала четырьмя бронемашинами. Только приблизительно треть личного состава дивизии (около 9 000 человек) была вооружена винтовками. Боевых припасов и средств транспорта так же недоставало. Командиром корпуса генерал-майором Петровым, который вечером 22 июня вернулся из Минска была поставлена боевая задача формированиям корпуса: выдвинуться к городу Слоним и занять оборону по восточному берегу реки Щара. для прикрытия направления Слоним — Барановичи.
К ночи с 24 на 25 июня 1941 года соединение вышло в район Барановичей. Большая часть дивизии, не имеющая оружия, штаб, тыловые структуры, а также тяжёлое оружие (гаубицы, зенитные установки), к которым не было боевых припасов, были сконцентрированы в лесу в 18 километрах от Барановичей. Вооружённая треть дивизии (до 3 000 бойцов и командиров) заняла оборону на западной окраине Барановичей. 26 июня 1941 года занимавшая оборону часть дивизии попала под удар танковых частей вооружённых сил Германии (вермахта) и была рассеяна. Остатки дивизии начали отход в направлении Столбцов, в местечко Мир (18 километров западнее Столбцов), где находилось командование корпусом. Однако, командования корпусом обнаружено не было, и дивизия, подвергаясь обстрелам, вышла к Узде. К тому времени она уже не представляла собой цельного соединения: даже командный состав дивизии был рассеян (так, командир дивизии с группой бойцов вышел к своим в конце июля 1941 года в Смоленской области). Разрозненные остатки дивизии собирались её комиссаром в Узде и перенаправлялись в Пуховичи, а затем в направлении Борисова.
1 августа 1941 года дивизия исключена из списков действующей армии.
По некоторым данным на базе остатков личного состава дивизии в сентябре 1941 года была сформирована 147-я танковая бригада.

## В составе
| Дата                 | Фронт (округ)                 | Армия | Корпус (группа)              | Примечания |
| -------------------- | ----------------------------- | ----- | ---------------------------- | ---------- |
| март 1941 года       | Западный особый военный округ | —     | 17-й механизированный корпус | —          |
| 22 июня 1941 года    | Западный фронт                | —     | 17-й механизированный корпус | —          |
| 01 июля 1941 года    | Западный фронт                | —     | 17-й механизированный корпус | —          |
| 10 июля 1941 года    | Западный фронт                | —     | 17-й механизированный корпус | —          |
| 01 августа 1941 года | Западный фронт                | —     | 17-й механизированный корпус | —          |

## Состав (дислокация)

### 30 мая 1941 года
- управление (Новогрудок)[5]
- 140-й танковый полк (Новогрудок)[5]
- 54-й танковый полк (Новогрудок)[5]
- 27-й мотострелковый полк (Вселюб, Гирдовка)[5]
- 27-й гаубичный артиллерийский полк (Новогрудок)[5]
- 27-й отдельный разведывательный батальон (Новогрудок)[5]
- 27-й отдельный зенитно-артиллерийский дивизион (Новогрудок)[5]
- 27-й отдельный батальон связи (Новогрудок)[5]
- 27-й автотранспортный батальон (Новогрудок)[5]
- 27-й отдельный ремонтно-восстановительный батальон (Новогрудок)[5]
- 27-й понтонный батальон (Новогрудок)[5]
- 27-й медико-санитарный батальон (Новогрудок)[5]
- 27-я отдельная рота регулирования (Новогрудок)[5]
- 27-й полевой автохлебозавод (Новогрудок)[5]
- Военная прокуратура (Новогрудок)[5]
- 3-е отделение штаба (Новогрудок)[5]

### 22 июня 1941 года
Все выше перечисленные формирования, за исключением Военной прокуратуры и 3-го отделения штаба.
- 736-я полевая почтовая станция.
- 598-я полевая касса Госбанка.

Вместо:
- 140 тп — 53-й.
- 27 медсб — 60-й.

## Командиры

### Дивизии
- Гетман, Андрей Лаврентьевич, 11 — 25 марта 1941 года;
- Ахманов, Алексей Осипович, полковник[6], апрель — сентябрь 1941 года.

### Начальник отдела политпропаганды
- Костылев, полковой комиссар